# Toma de La Brea y Pariñas
La toma de La Brea y Pariñas fue un acto de estatización de la industria petrolera realizado en Perú el 9 de octubre de 1968, por el Gobierno Revolucionario de la Fuerza Armada a la International Petroleum Company (IPC) mediante el Decreto Ley N.º 4 17066. La toma de las instalaciones fue anunciada oficialmente el mismo día mediante mensaje a la Nación.

## Antecedentes

### El Acta de Talara
En 1963, el arquitecto Fernando Belaúnde Terry ganó las elecciones presidenciales. Una de sus promesas de campaña fue la solución del enojoso pleito de La Brea y Pariñas. Como primer paso envió al Congreso un proyecto para declarar nulo el Laudo de París y solicitó que los campos de La Brea y Pariñas pasaran a ser gestionadas por la entidad estatal Empresa Petrolera Fiscal (EPF). Atendiendo a este pedido, el Congreso dio la Ley N.º 14696, que declaraba nulo ipso jure el Laudo, pero no se pronunció sobre el segundo punto. El presidente promulgó la ley el 4 de noviembre de 1963, quedando así autorizado para buscar una solución al viejo problema. Finalmente, por Ley N.º 16674 del 26 de julio de 1967, se autorizó al gobierno la reivindicación de los yacimientos e instalaciones de la International Petroleum Company (IPC) contra los adeudos.

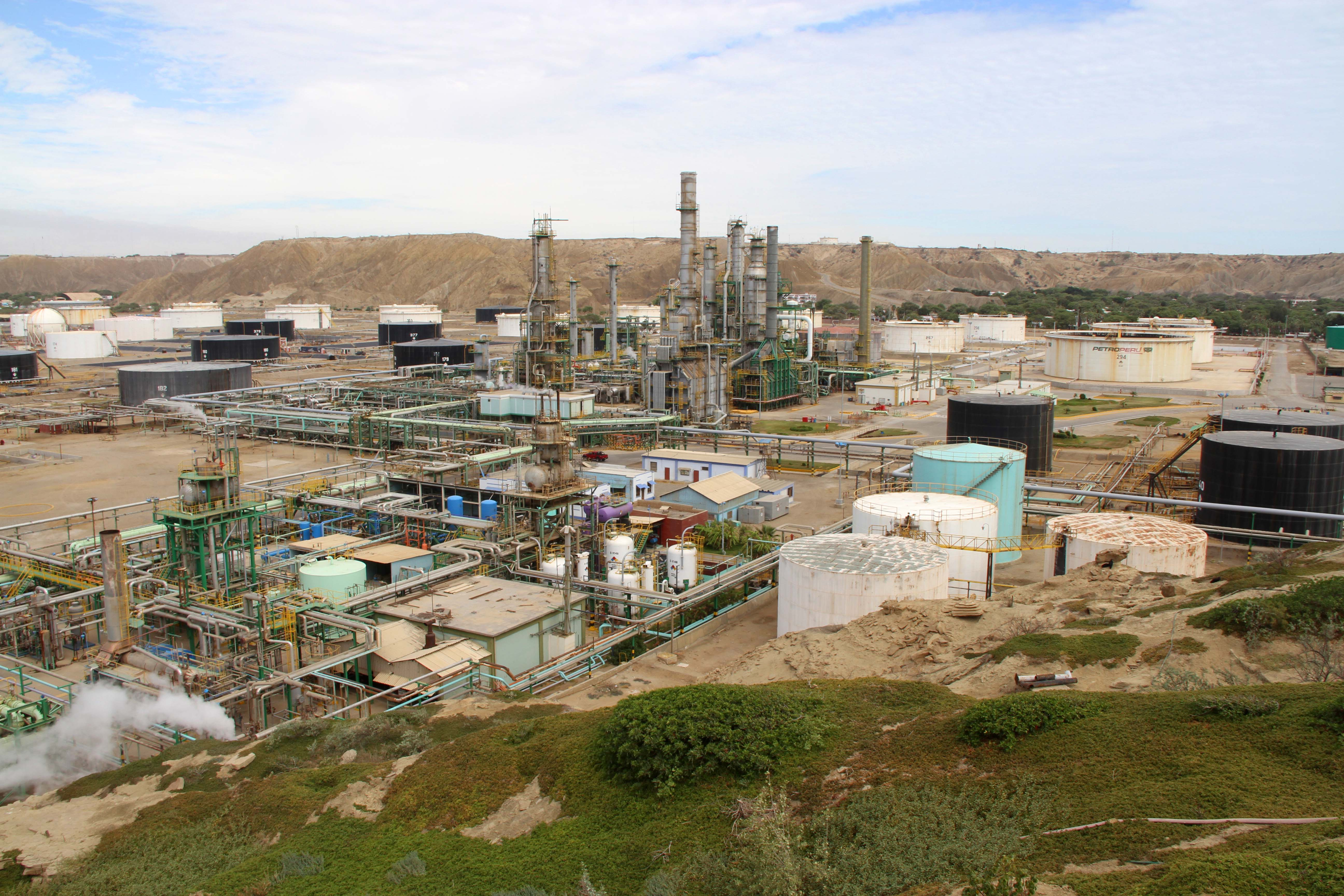
Refinería de Talara.

En julio de 1968 el gobierno inició tratos con la IPC. El 13 de agosto del mismo año ambas partes firmaron el Acta de Talara, por el cual todos los campos petroleros pasaban a poder de la EPF a cuenta de los adeudos de la IPC, pero esta conservaba la refinería de Talara, el sistema de distribución nacional del combustible y el condominio en las llamadas Concesiones Lima. La IPC se obligaba a comprar todo el petróleo que la EPF le quisiera vender, para procesarla en su refinería en Talara. Todo lo cual iba contra las expectativas creadas por la Ley N.º 16674, que exigía la entrega de todas las instalaciones de la IPC por sus adeudos, pero por el momento el gobierno supo explotar el acuerdo como un gran éxito de su gestión.
El Acta fue firmada por el presidente Belaúnde, por el presidente del Senado Carlos Manuel Cox, por el presidente de la Cámara de Diputados Andrés Townsend Ezcurra y por los altos funcionarios de la IPC. Toda la prensa se hizo eco de este suceso y publicaron en primera plana el fin del llamado «problema de la Brea y Pariñas», contentando así a la opinión pública.

### El escándalo de la Página Once
La opinión pública cambió de parecer cuando la revista Oiga dio a conocer las condiciones que había impuesto la IPC para la firma del Acta de Talara. El momento cumbre del escándalo llegó cuando el renunciante presidente de la EPF, el ingeniero Carlos Loret de Mola, denunció que faltaba una página del contrato donde figuraban precios de petróleo crudo entre la EPF y la IPC (10 de septiembre de 1968). Denominada "Página Once", algunos le atribuyeron una gran importancia pues alegaban que contenía valiosa información sobre costos; otros adujeron que solo era una página en blanco y hubo incluso algunos que negaron su existencia. Lo cierto es que sirvió de pretexto para que un grupo de oficiales del ejército, encabezados por el general Juan Velasco Alvarado, dieran un golpe de Estado menos de un mes después, acusando al gobierno de entreguismo.

## Toma de Talara

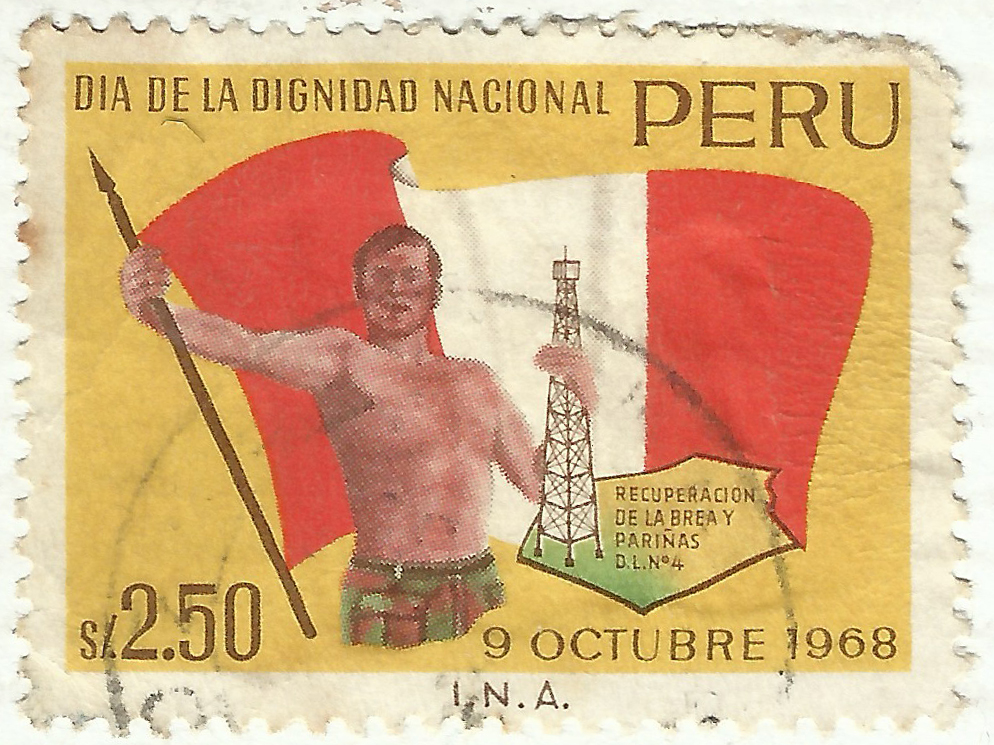
Sello de correos conmemorativo

El 9 de octubre de 1968, el Gobierno Revolucionario de la Fuerza Armada ordenó la toma de las instalaciones de la IPC en Talara, la misma que la realizaron las fuerzas de la Primera Región Militar con sede en Piura, al mando del general Fermín Málaga. Este hecho tuvo un gran impacto en el país y ayudó al gobierno a consolidarse en el poder. La fecha del 9 de octubre se celebró a lo largo del gobierno militar como el Día de la Dignidad Nacional.

## Consecuencias
Ante la nacionalización de la IPC sin compensación, Estados Unidos llevó a cabo un bloqueo económico informal con una estrategia de “presión económica encubierta” en donde no se autorizan nuevos préstamos al Perú, ello dificultó las renegociaciones de la deuda pública y desincentivó al sector privado a invertir. La presión crediticia sobre el gobierno hizo que se llegara al acuerdo Greene en 1974, donde el Perú se comprometió a pagar una compensación por las expropiaciones de compañías extranjeras que siguieron a la IPC.
Posteriormente Petroperú fue creada por ley el 24 de julio de 1969, después de la expropiación a la empresa petrolera International Petroleum Company y de la Standard Oil de New Jersey, por parte del gobierno del entonces presidente de la república el EP Juan Velasco Alvarado. Apenas ya creada la nueva empresa petrolera, cuyo primer directorio estuvo presidido por el general Marco Fernández-Baca Carrasco, debió afrontar un nuevo reto que definió su perfil: operar y mantener casi toda la compleja industria del petróleo del país con personal propio y sin el apoyo técnico de la comunidad petrolera internacional, que se negó a colaborar debido a que en el país se había puesto en marcha un proceso de nacionalización por parte del Gobierno Revolucionario, Petroperú logró progresivamente el autoabastecimiento petrolero, gracias a los históricos descubrimientos de los yacimientos en la selva norte y la construcción del Oleoducto Norperuano.